# Марія Беатріче Австрійська-Есте
Марія Беатріче Австрійська-Есте (італ. Maria Beatrice d’Austria-Este, нім. Maria Beatrix von Österreich-Este), повне ім'я Марія Беатріче Анна Франческа Габсбург-Есте (італ. Maria Beatrice Anna Francesca Habsburg-Este, нім. Maria Beatrix Anna Franziska von Habsburg-Este),  13 лютого 1824 — 18 березня 1906) — ерцгерцогиня Австрії, принцеса Угорщини та Богемії, а також принцеса Модени, з дому Габсбургів-Есте, донька герцога Модени та Реджо Франческо IV д'Есте та сардинської принцеси Марії Беатріче, дружина Хуана Карлоса де Бурбона-й-Браганса, інфанта Іспанії та графа Монтісона, короля Іспанії у престолонаслідуванні карлістів у 1860—1868 роках, короля Франції у престолонаслідуванні легітимістів у 1883—1887 роках.

## Біографія
Народилась 13 лютого 1824 року у палаці Есте в Модені. Була четвертою дитиною та другою донькою в родині герцога Модени та Реджо Франческо IV д'Есте та його дружини Марії Беатріче Савойської. Мала старшу сестру Марію Терезу та братів Франческо та Фердинанда Карла.
Отримала домашню освіту при дворі батька. У січні 1846 року той помер, передавши владу старшому синові. Того ж року з Марією Беатрічею хотів одружитися герцог Бордо, син Шарля Беррійського, проте Марія Тереза Французька, яка влаштовувала його шлюб, наполягла на союзі зі старшою сестрою дівчини.
Марія Беатріче за тиждень до свого 23-річчя взяла шлюб із 24-річним інфантом Іспанії Хуаном Карлосом де Бурбон-й-Браганса, другим сином дона Карлоса де Бурбона. Весілля пройшло 6 лютого 1847 у Катедральному соборі Модени. Оселилися молодята на батьківщині дружини. Втім, вже наступного року через революційні події, були змушені виїхати до Австрії, а згодом — емігрувати до Великої Британії. У Лондоні народився їхній молодший син. Всього у подружжя було двоє дітей. 
Через різні погляди на життя між подружжям почали виникати суперечки. Вихована у католицькому благочесті, Марія Беатріче була дуже консервативною. Хуан Карлос, навпаки, притримувався ліберальних поглядів. Зрештою, у 1850 році ерцгерцогиня з дітьми повернулася до Модени, де правив її брат Франческо. Офіційно подружжя не розлучалося, хоча інфант невдовзі завів у Лондоні нову родину та мав позашлюбних дітей.
У 1853 році переїхала до Праги, а восени 1863, хвилюючись за здоров'я старшого сина, — до Венеції, де оселилася в палаццо Лоредан. У 1860 році її чоловік оголосив себе претендентом на іспанський престол після зречення старшого брата Карла. У 1868 році він зрікся прав на корону, передавши їх сину Карлосу. Сама Марія Беатріче політичних амбіцій не мала.
У 1872 році прийняла чернечий постриг з ім'ям Марії Ігнатії Найсвятішого Серця Ісуса в монастирі кармеліток у Граці, де й мешкала до самої смерті. Писала релігійні тексти іспанською, французькою, італійською та німецькою мовами. Пішла з життя 18 березня 1906 року. Похована в саду того ж монастиря.

## Родина

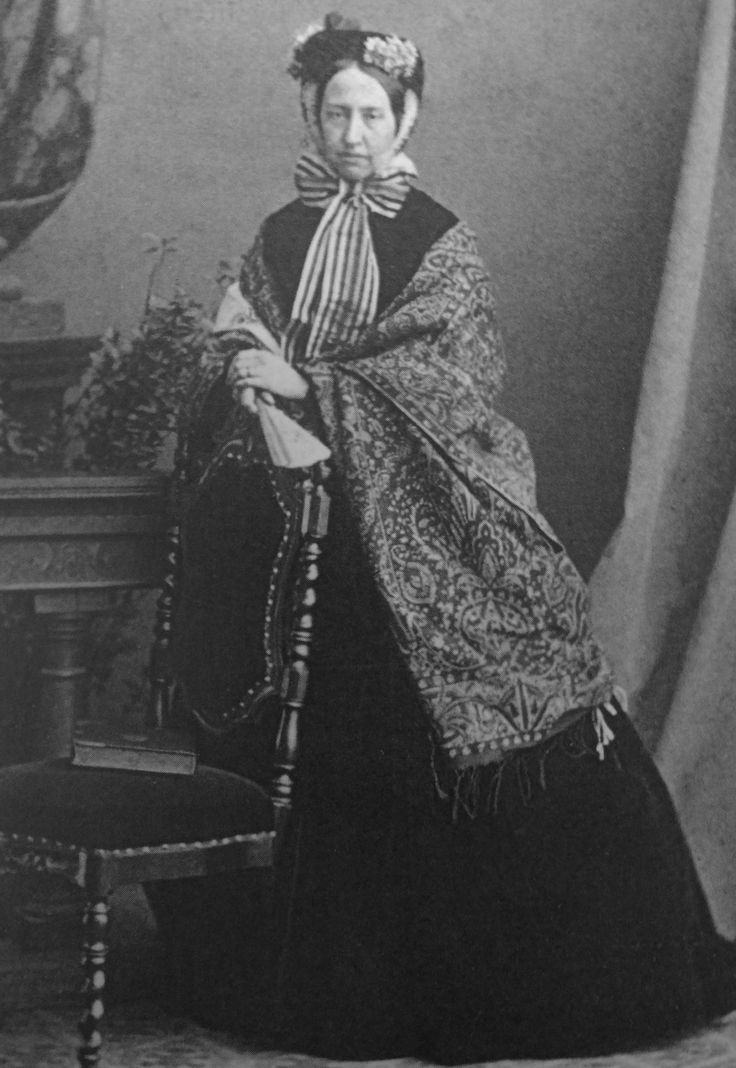
Світлина Марії Беатріче

Чоловік — Хуан Карлос де Бурбон-і-Браганса, другий син Карлоса де Бурбона
Діти:
- Карлос (1848—1909) — герцог Мадридський, претендент на трон Іспанії в престолонаслідуванні карлістів та на трон Франції та Наварри у престолонаслідуванні легітимістів, був двічі одруженим, мав п'ятеро дітей від першого шлюбу та позашлюбного сина;
- Альфонсо Карлос (1849—1936) — герцог Сан-Хайме, претендент на трон Іспанії в престолонаслідуванні карлістів та на трон Франції та Наварри у престолонаслідуванні легітимістів, був одружений із португальською інфантою[4] Марією даш Невіш, дітей не мав.

## Нагороди
- Орден Зіркового хреста 1 класу (Австрійська імперія);
- Орден святої Єлизавети (Баварське королівство).